# Сант'Анђело (Салерно)
Сант'Анђело (итал. Sant'Angelo) насеље је у Италији у округу Салерно, региону Кампанија.
Према процени из 2011. у насељу је живело 27 становника. Насеље се налази на надморској висини од 63 м.